# Vùng nước thiêng

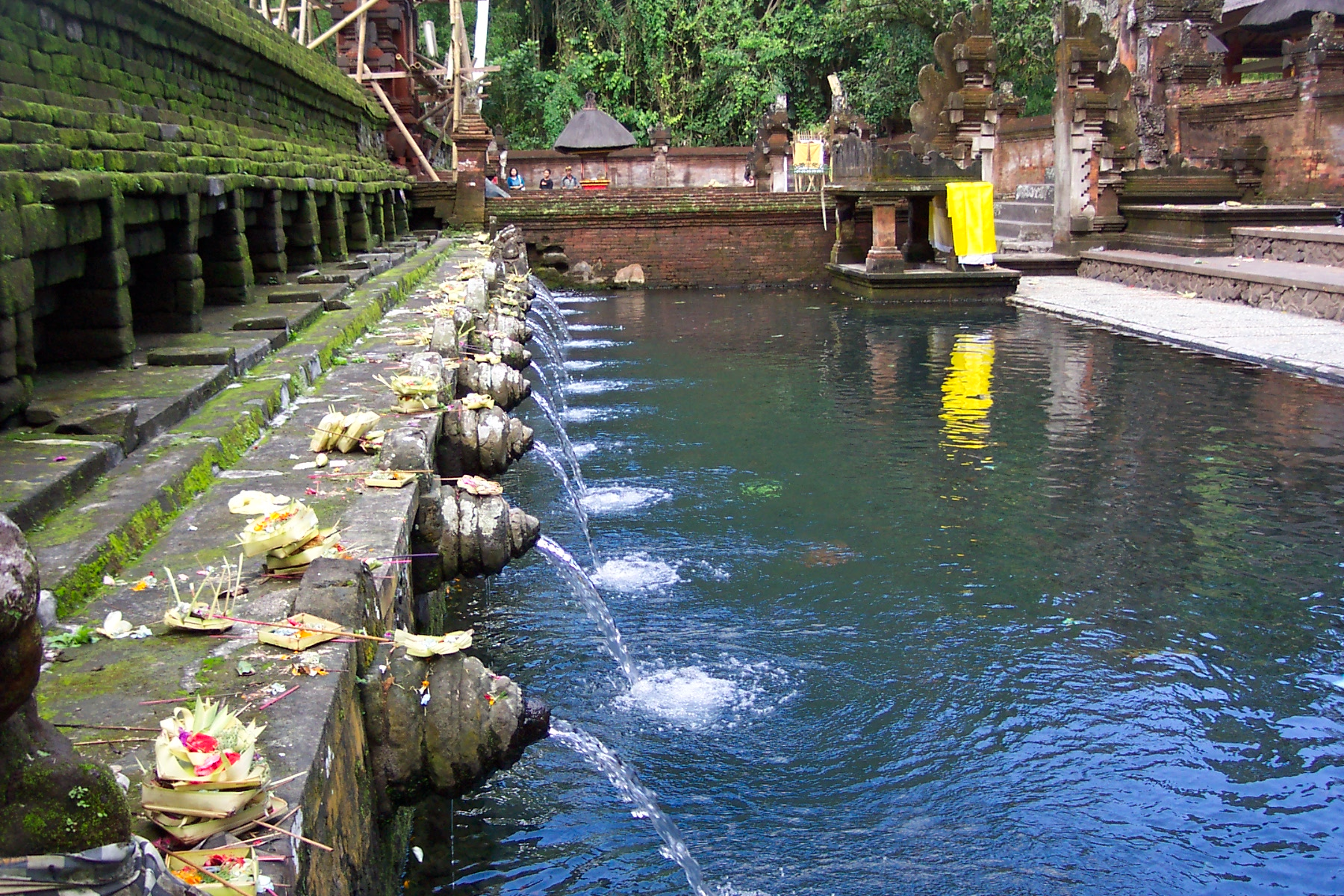
Vùng nước thiêng ở Đền Pura Tirta Empul tại Bali

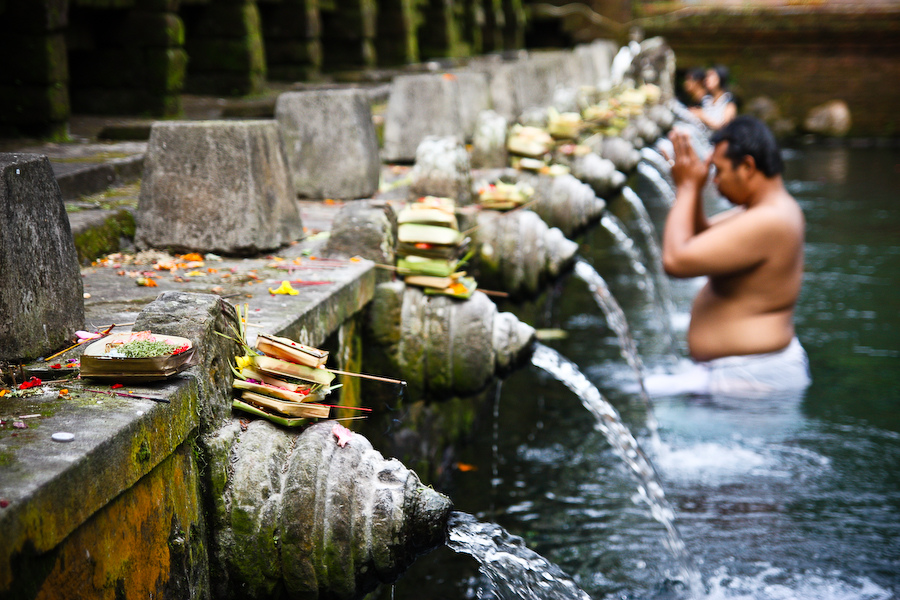
Nghi lễ thanh tẩy trong nước thiêng tại Đền Pura Tirta Empul

Vùng nước thiêng (Sacred water) là những địa điểm tự nhiên có thủy tính thiêng liêng được đặc trưng do sự hình thành địa hình hữu hình như sông, hồ, suối, hồ chứa và đại dương, trái ngược với nước thánh là nước được múc lên với phép lành bí tích của một giáo sĩ. Những vùng nước này có được ý nghĩa tôn giáo không phải từ sự thay đổi hay từ phép ban phước lành, mà được thần thánh hóa thông qua các nhân vật thần thoại hoặc lịch sử. Những vùng nước thiêng như vậy thường được gọi cụ thể như sông thiêng, suối thiếng, hồ thiêng, giếng thánh. Vùng nước thiêng đã được khai thác để lấy nước thánh dùng trong các phép thanh tẩy, chữa lành, gột rửa và làm nghi thức cái chết. Đây cũng là một trong những biểu hiện của tín ngưỡng sùng bái tự nhiên.
Sự gắn kết một cách phổ biến và vĩnh cửu của con người với yếu tố nước (thủy tính) đã hiển hiện trong các truyền thống tôn giáo. Sự gắn kết này có xu hướng trở thành yếu tố trung tâm trong các câu chuyện sáng thế của hầu hết mọi nền văn hóa với các huyền thoại hay thần tích, thần thoại, vũ trụ học và thần học, theo lẽ này thì người ta sẽ mô tả nước thiên là "nước hữu linh" hay "nước của sự sống". Điều này có nghĩa là nó mang lại sự sống và là yếu tố cơ bản hình thành nên sự sống. Mỗi nhóm tôn giáo hoặc văn hóa coi nước là thủy chất thiêng liêng có xu hướng ưu tiên phân loại một số loại nước hơn những loại khác, thường là những loại nước mà họ dễ tiếp cận nhất và phù hợp nhất với các nghi lễ của mình.

## Các nơi
Trong khi tất cả các con sông trong Ấn Độ giáo đều thiêng liêng thì sông Hằng (Ganga) lại được người Ấn Độ tôn kính đặc biệt. Trong thần thoại Vệ Đà thì nữ thần sông Hằng giáng thế xuống trái đất để thanh tẩy và chuẩn bị cho người chết, sông Hằng ở Ấn Độ được coi là hiện thân vật thể của nữ thần này. Vì nước sông vốn dĩ đã trong sạch và có những đặc tính thanh tẩy mọi người đến tắm trong đó, uống nước, để lại lễ vật cho họ và trao hài cốt của họ cho dòng sông huyền bí này. Sông Hằng được cho là có thể thanh lọc tâm hồn khỏi nghiệp xấu, tội lỗi và thậm chí cả những tạp niệm từ kiếp trước. Vào lúc mặt trời mọc dọc theo sông Hằng, người hành hương đi xuống bậc thang ghat để uống nước, tắm trong nước và thực hiện nghi lễ thanh tẩy nơi họ ngâm toàn bộ cơ thể của mình xuống nước với mong muốn được thấm nhuần và được bao bọc thân thể trong dòng nước sông Hằng để họ có thể được tịnh hóa. Các khái niệm của Ấn Độ giáo về sự thiêng liêng rất linh hoạt và có thể tái tạo. Sự trong sạch và ô nhiễm tồn tại liên tục trong đó hầu hết các thực thể, bao gồm cả con người, có thể trở nên thiêng liêng và sau đó lại trở nên trì trệ và đầy tội lỗi và cần thường xuyên được gột rữa.
Những nguồn nước thánh thiêng có thể kể đến như giếng Zamzam (tiếng Ả Rập: بئر زمزم, Biʾru Zamzam) là một cái giếng nước nằm ở tại Masjid al-Haram ở Mecca thuộc Ả Rập Saudi cách Kaaba khoảng 20 m về phía đông. Theo những câu chuyện kể của người Hồi giáo, cái giếng này là một nguồn nước được tạo ra một cách kỳ diệu, được khai mở ra từ hàng nghìn năm trước khi con trai của Ibrahim (Abraham), Ismaʿil (Ishmael) bị bỏ lại cùng mẹ là Hajar (Hagar) trong sa mạc. Cái giếng bị cạn kiệt nước khi người Jurhum định cư ở đây và được Abd al-Muttalib, ông nội của Muhammad tái phát hiện lại vào thế kỷ thứ VI. Hàng triệu người hành hương đến thăm Mecca và Medina mỗi năm trong khi thực hiện lễ Hajj hoặc Umrah để uống nước ở đây. Ngoài ra còn có giếng thánh nước Lộ Đức (Lourdes) là nguồn nước chảy từ một con suối ở hang động Massabielle (Ma-xa-bi-ên) nơi Thánh địa Đức Mẹ Lourdes, Pháp nơi mà thiếu nữ Bernadette Soubirous trông thấy Đức Mẹ hiện ra theo lời đồn về Đức Mẹ Lộ Đức. Kể từ đó, nhiều triệu người hành hương đến Lộ Đức đã làm theo chỉ dẫn của Đức Trinh Nữ Maria là "uống nước suối và tắm trong đó", nhiều người đã tuyên bố đã được chữa khỏi bệnh bằng cách uống hoặc tắm trong nước Lộ Đức.
Ở Việt Nam có địa điểm Phủ Na dưới đỉnh ngàn Nưa, Phủ Na hay còn gọi là Na Sơn Động Phủ nằm ở chân dãy núi Nưa, thuộc xã Xuân Du, huyện Như Thanh, Thanh Hóa. Đây là vùng đất thiêng thờ Bà Triệu, công chúa Liễu Hạnh và mẫu Thượng Ngàn. Vào dịp đầu xuân năm mới, Phủ Na đón đông đảo du khách thập phương về đi lễ, cầu may mắn. Khu vực cung chính ở đền Mẫu đông kín người vào dâng lễ, cầu may mắn, tài lộc dịp đầu xuân năm mới, sau khi làm lễ ở đền Mẫu và đền Quan Hoàng, dòng người tiếp tục chen nhau về đền Cô Chín phía dưới chân núi Nưa để dâng hương. Na Sơn chính là đỉnh núi cao nhất trong dãy núi Nưa, từ trên đỉnh núi cao có một mạch nước chảy xuống phía dưới tạo thành dòng thác nhỏ trong vắt. Người dân và du khách quan niệm đây là nước thánh nên thường đến dòng thác này lấy một ít mang về nhà để cầu may mắn trong năm mới. Nhiều người chen chân nhau để lấy nước thánh, cầu may mắn, tài lộc trong năm mới nên dẫn đến hiện tượng quá tải. Nhiều người không lấy nước mang về cũng rửa qua tay hoặc rửa mặt với mong muốn có được may mắn.

## Chú thích

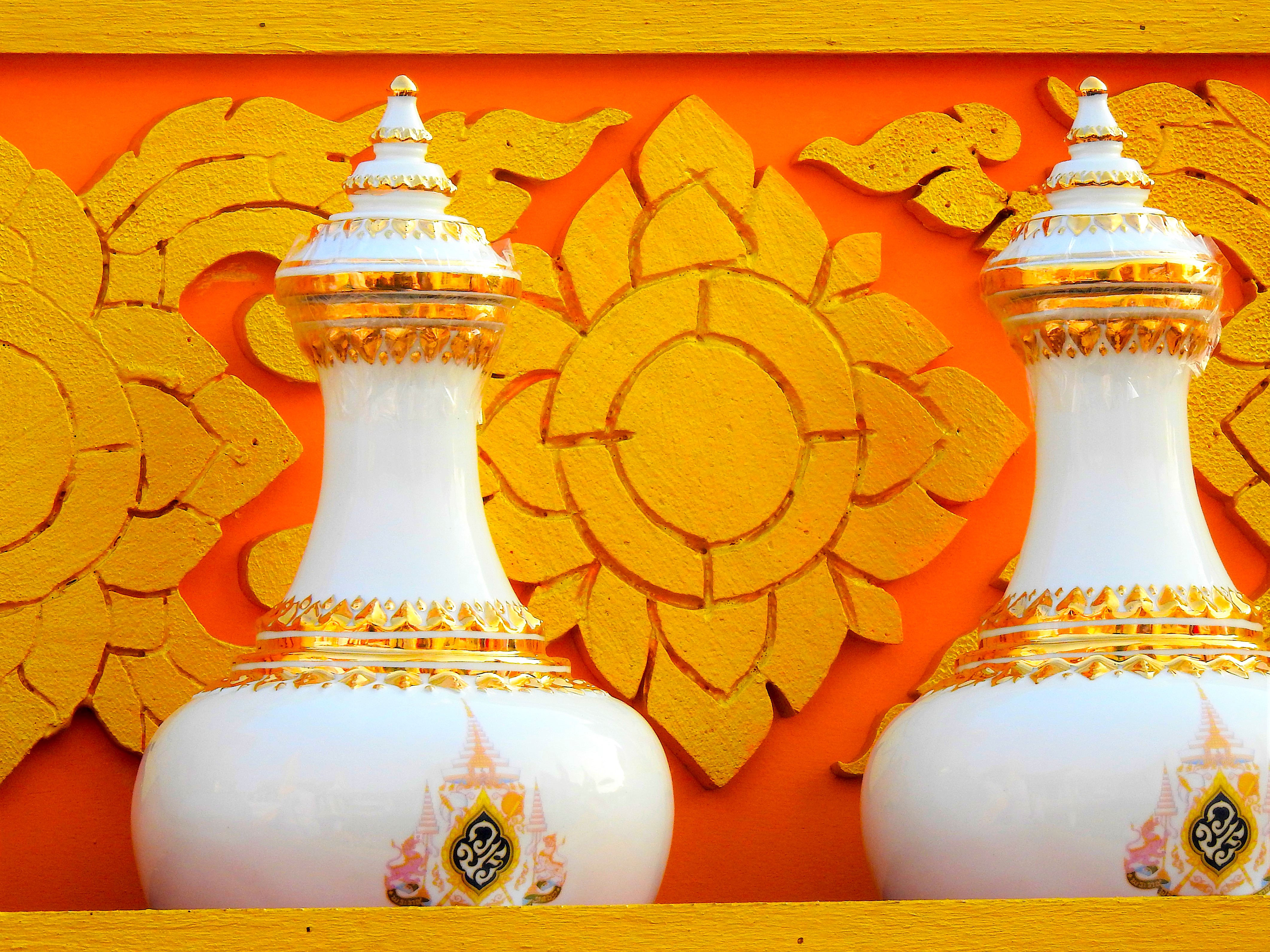
Nước thánh dùng trong Lễ đăng quang của Vua Rama X